# ريكاردو غونزاليس (مجدف)
ريكاردو غونزاليس (بالإسبانية: Ricardo González)‏ هو مجدف أرجنتيني، ولد في 24 أبريل 1937 في روساريو في الأرجنتين.

## وصلات خارجية
- ريكاردو غونزاليس على موقع الاتحاد الدولي للتجديف (الإنجليزية)
- ريكاردو غونزاليس على موقع أوليمبيديا (الإنجليزية)